# 宋錫俊
宋錫俊（：／ Song Seok-jun，1964年3月10日—），大韓民國保守派政治人物，第20到21屆國會議員。